# Бирофилия
Бирофили́я — коллекционирование различных предметов пивной атрибутики: банок и бочонков из-под пива, пивных кружек и бокалов, пробок, этикеток, открывалок, бирдекелей и других предметов, связанных с пивом.
Бирофи́л — буквально: любитель пива, (от англ. beer — пиво). На самом деле бирофил — это коллекционер различных предметов пивной атрибутики: бутылок, банок, кружек, бокалов, пробок, этикеток, открывалок, бирдекелей и других предметов, связанных с пивом. Обычно бирофилы специализируются на чём-то определенном, но собирают всё, мало-мальски относящееся к пиву. Предметы, не входящие в коллекцию, бирофилы используют для продажи или обмена.
Бирофилы  могут объединяться в клубы (общества), участвовать в выездных встречах. Несколько сотен российских коллекционеров объединены в Клуб коллекционеров пивной атрибутики (ККПА), который выпускает журнал «Колпиватр» (КОЛлекционер ПИВной АТРибутики). В журнале освещаются события клубной жизни, отчёты о поездках на пивоваренные предприятия и международные встречи с коллегами по хобби, новости из профильных областей коллекционирования, сведения по истории пивоварения.
С развитием интернета обыденными стали также договорённости между коллекционерами разных стран и регионов об обменах или купле-продаже предметов коллекционирования. Существуют несколько международных, национальных и региональных интернет-форумов коллекционеров.